# Ignacy Józef Zabiełło
Ignacy Józef Zabiełło herbu Topór – szambelan Stanisława Augusta Poniatowskiego w 1773 roku, kasztelan kowieński w 1793 roku, marszałek kowieński w latach 1782–1793, chorąży kowieński w latach 1769–1782, komisarz Komisji Porządkowej Cywilno-Wojskowej województwa trockiego powiatu kowieńskiego w 1790 roku.
Poseł na Sejm 1776 roku z powiatu kowieńskiego. Poseł na sejm 1780 roku z powiatu kowieńskiego.